# 야마다 신
야마다 신(일본어: 山田 新, 2000년 5월 30일 ~ )은 일본 가나가와현 요코하마시 아오바구 출신의 프로 축구 선수이다. 현재 스코티시 프리미어십의 셀틱에서 활약하고 있으며, 포지션은 공격수(FW)이다.

## 구단 경력
가와사키 프론탈레 유소년 팀 출신으로 U-13부터 U-18까지 소속되었다.
이후 도인 요코하마 대학으로 진학했으며, 4학년 때 대학 졸업을 거쳐 가와사키 프론탈레에 복귀했다. 
2022년 6월, 특별 지정 선수로 가와사키 프론탈레 1군에 등록되었다. 같은 해 8월 3일, J리그 YBC 르방컵 8강 세레소 오사카전에서 신종 코로나바이러스 확산으로 인해 필드 플레이어가 부족한 상황에서 긴급 선발 출전하며 프로 데뷔를 이뤘다.  
2023년 1월 1일, 제71회 전일본 대학 축구 선수권 대회 결승전에서 후반 추가시간 결승골을 기록하며 팀의 첫 우승을 견인했고, 대회 최우수 선수로 선정되었다. 같은 해 2월 17일, J리그 개막전 요코하마 F. 마리노스전에서 J리그 데뷔전을 치렀으며, 다음 경기인 2월 25일 가시마 앤틀러스전에서 프로 데뷔골을 기록했다.  
2024년 8월 11일, FC 도쿄와의 다마가와 클라시코에서 전반에만 2골을 넣으며 맹활약했다. 앞서 7월 20일 가시와전과 8월 7일 고베전에서도 각각 2골을 기록하며 J1리그에서 3경기 연속 멀티골을 달성했다.

이 기록은 2023년 안데르송 로페스(요코하마FM) 이후 J1에서 3경기 이상 연속 멀티골을 기록한 9번째 사례이며, 일본 선수로는 1998년 나카야마 마사시(주빌로 이와타)의 4경기 연속 해트트릭, 2003년 오쿠보 요시토(세레소 오사카)의 3경기 연속 2골 이후 21년 만에 나온 세 번째 기록이다.
2024 시즌, 19골을 기록하며 득점 랭킹 3위로 시즌을 마무리했다.

## 국가대표팀 경력
그는 2025년 EAFF E-1 풋볼 챔피언십에 참가할 일본 국가대표팀에 발탁되었으며, 7월 8일 홍콩와의 경기에서 데뷔했다. 대회 우승을 차지했다.

## 소속 클럽
- 가모에 FC(하마마츠 시립 가모에 초등학교)
- 스이쇼 SC(요코하마 시립 에다니시 초등학교)
- 아파츠 fcU-13
- 가와사키 프론탈레 U-13
- 가와사키 프론탈레 U-15(요코하마 시립 시가오 중학교)
- 가와사키 프론탈레 U-18(가나가와현립 신에이 고등학교)
- 도인 요코하마 대학
  - 2022년 가와사키 프론탈레(특별 지정 선수)
- 2023년 - 가와사키 프론탈레

## 개인 성적
| 클럽  | 클럽          | 클럽          | 리그 | 리그 | 컵     | 컵     | 리그컵  | 리그컵  | 대륙   | 대륙   | 총계 | 총계 |
| 시즌  | 클럽          | 리그          | 출장 | 득점 | 출장   | 득점   | 출장    | 득점    | 출장   | 득점   | 출장 | 득점 |
| 일본  | 일본          | 일본          | 리그 | 리그 | 천황배 | 천황배 | J리그컵 | J리그컵 | 아시아 | 아시아 | 합계 | 합계 |
| ----- | ------------- | ------------- | ---- | ---- | ------ | ------ | ------- | ------- | ------ | ------ | ---- | ---- |
| 2022  | 도인 요코하마 | -             | -    | -    | 1      | 1      | -       | -       | -      | -      | 1    | 1    |
| 2022  | 가와사키      | J1            | 0    | 0    | 0      | 0      | 1       | 0       | -      | -      | 1    | 0    |
| 2023  | 가와사키      | J1            | 27   | 4    | 4      | 1      | 6       | 1       | 3      | 0      | 40   | 6    |
| 2024  | 가와사키      | J1            | 38   | 19   | 2      | 1      | 4       | 0       | 2      | 0      | 46   | 20   |
| 2025  | 가와사키      | J1            |      |      |        |        |         |         |        |        |      |      |
| 합계  | 도인 요코하마 | 도인 요코하마 |      |      | 1      | 1      |         |         |        |        | 1    | 1    |
| 합계  | 가와사키      | 가와사키      | 65   | 23   | 6      | 2      | 11      | 1       | 5      | 0      | 87   | 26   |
| 총 계 | 총 계         | 총 계         | 65   | 23   | 7      | 3      | 11      | 1       | 5      | 0      | 88   | 27   |

- 2022년은 특별지정선수로 출전

## 수상 내역

### 팀

#### 도인 요코하마 대학 축구부
- 전일본 대학 축구 선수권 대회(2022년)

#### 가와사키 프론탈레
- 천황배 JFA 전일본 축구선수권대회 : 1회(2023년)

### 개인
- 덴소컵 우수 선수상(2022년)
- 간토대학 축구리그전 베스트 일레븐(2022년)
- 전국대학 축구선수권대회(2022년)
- J리그 우수 선수상(2024년)